# Liste de chansons révolutionnaires ou de résistance
Vous pouvez aider à l'améliorer ou bien discuter des problèmes sur sa page de discussion.
- Il peut contenir un travail inédit ou des déclarations non vérifiées. Vous pouvez l’améliorer en ajoutant des références. (Marqué depuis décembre 2018)

Vous pouvez aider à l'améliorer ou bien discuter des problèmes sur sa page de discussion.
- Il ne cite pas suffisamment ses sources. Vous pouvez indiquer les passages à sourcer avec {{référence nécessaire}} ou {{Référence souhaitée}}, et inclure les références utiles en les liant aux notes de bas de page. (Marqué depuis décembre 2018)
- Certaines informations devraient être mieux reliées aux sources mentionnées dans la bibliographie ou les liens externes. Améliorez sa vérifiabilité en les associant par des références. (Marqué depuis décembre 2018)

- Archive Wikiwix
- Bing
- Cairn
- DuckDuckGo
- E. Universalis
- Gallica
- Google
- G. Books
- G. News
- G. Scholar
- Persée
- Qwant
- (zh) Baidu
- (ru) Yandex
- (wd) trouver des œuvres sur Wikidata

Cette page dresse une liste de chansons révolutionnaires ou de résistance, aussi appelées chants de lutte. Ces chansons sont marquées idéologiquement, que ce soit dans leur contenu dénoté (L'Internationale) ou dans leur contenu connoté (Le Temps des cerises). Ici ne sont considérés que les chants qui ont effectivement marqué un mouvement de lutte.

## XVIIIesiècle

### Chanson de révolte antifiscale
- La Complainte de Mandrin

### Chansons de la Révolution française
- Frères courons aux armes, 1789 ;
- Hymne en l'honneur de la résurrection des États-Généraux, 1789 ;
- La Cocarde salie, 1789 ;
- Le Tiers état, 1789 ;
- Ah ! ça ira, 1790 ;
- Dans un livre d'images, 1791 ;
- Veillons au salut de l'Empire,1791 ;
- Le Divorce, 1792 ;
- La Carmagnole, 1792 ;
- La Marseillaise, 1792 ;
- La Plantation de l'arbre de liberté, 1793 ;
- La Prise de Montaigu, 1793 ;
- Le Bonnet de la liberté, 1793 ;
- La Guillotine ;
- La guillotine permanente ;
- L'Hymne à la raison ;
- L'Hymne à l'Être Suprême ;
- La Liberté des nègres, 1794 ;
- Ode sur les 2 jeunes héros Bara et Viala, 1794 ;
- Chant du neuf thermidor, 1794 ;
- Chant du départ, 1794 ;
- Chant du retour ;
- L'Hymne du 9 thermidor, 1795 ;
- Les Collets noirs, 1795, paroles de Louis Ange Pitou, chanson contre-révolutionnaire portant le deuil de la mort des rois Louis XVI et surtout Louis XVII. Les royalistes baptisés « Collets noirs » en raison de leur tenue (un habit étriqué au col de velours noir — en signe de deuil, par rapport à la mort de Louis XVI —, avec 17 boutons de nacre — en l'honneur de Louis XVII — les basques taillées en queue de morue et la culotte serrée sous le genou, les cheveux tressés et retenus par des cadenettes, avec un gourdin plombé), affichent leur rejet de l'ordre révolutionnaire ;
- Le réveil du peuple, 1795 ;
- Les Pots cassés, 1795 ;
- Les Émigrants ;
- Le Directoire, 1797.

## XIXesiècle

### Chansons du mouvement ouvrier (1830-1914)
- Chant des ouvriers, 1846 ;
- Drapeau rouge, 1870 ;
- Drapeau rouge, 1877/1885 ;
- En avant la classe ouvrière, 1880 ;
- Le chant du Premier Mai, 1891 ;
- Le Chant des Canuts, 1894.

### Chansons de la guerre russo-polonaise de 1830
- La Varsovienne de 1831, 1831.

### Chansons de la guerre de Sécession
- John Brown's Body.

### Chansons de la guerre franco-prussienne de 1870
- La Strasbourgeoise, 1870 ;
- Alsace et Lorraine, 1871 ;
- Les Rubans d'une Alsacienne, 1872;
- La Fiancée alsacienne, 1874 ;
- Régiment de Sambre-et-Meuse, 1879 ;
- Le Fils de l'Allemand, 1882 ;
- C'est un oiseau qui vient de France, 1885 ;
- Le Violon brisé, 1885 ;
- Le Bataillon scolaire, 1889 ;
- Marche lorraine, 1892 ;
- Souvenir d'Alsace, 1909 ;
- Adieux à la France ;
- Anniversaire du combat de Mars-la-Tour ;
- Français quand même ;
- Jeanne d'Arc ;
- La Femme aux fleurs ;
- La Ferme aux fraises ;
- La Ferme des rosiers ;
- La Fiancée du déserteur ;
- La Fille d'auberge ;
- La France à l'Alsace ;
- La Jeune Alsacienne ;
- La Marseillaise des Alsaciens-Lorrains ;
- La Paysanne lorraine ;
- Le Boche ;
- Le Nom de France ;
- Le Prisonnier de Strasbourg ;
- Les Cloches françaises ;
- Les Deux Pauvres Sœurs ;
- Les Loups de Berlin ;
- Les Noces de Madeleine ;
- Lorraine et France ;
- Qu'on se souvienne ;
- Vae Victoribus ;
- Vengeance ;
- Vous entendrez encore la Marseille.

### Chants liés à laCommune de Paris(1871)
- Le Chant des soldats, 1848 ;
- La Canaille, 1865 ;
- Le Temps des cerises, 1867 ;
- L'Armistice, 1870 ;
- La Défense de Paris, 1870 ;
- Paris pour un beefsteak, 1870 ;
- Quand viendra-t-elle ?, 1870 ;
- Le Sire de Fisch Ton Kan, 1870 ;
- L'Internationale, 1871 pour le texte et 1881 pour la musique ;
- La Semaine sanglante, 1871 ;
- Le 31 octobre, 1871 ;
- Le Chant de l'Internationale, 1871 ;
- La Commune, 1871 ;
- La Danse des bombes, 1871 ;
- La Journée du 18 mars, 1871 ;
- Le Plan de Trochu, 1871 ;
- La Terreur blanche, 1871 ;
- La République sociale, 1871 ;
- Ouvrier, prends la machine,1874 ;
- Les Transportés, 1876;
- Jean Misère, 1880 ;
- L'Insurgé, entre 1884 et 1887 ;
- Tombeau des fusillés, 1887
- Elle n'est pas morte !, 1885 ;
- La Complainte de Rossel ;
- Versaillais ;
- Libertat, 1892 ;
- Les gavroches, Renaud, 1975.

### Chanson pacifiste
- Le Soldat de Marsala, 1872
- Le conscrit du Languedoc, 1810, publié en 1846
- La chanson du déserteur ou Soldat par chagrin, entre 1700 et 1800
- J'avions reçu commandement, entre 1700 et 1800
- Le soldat mécontent

### Chants anarchistes (finXIXesiècle)
- Faut plus d'gouvernement, 1889 ;
- La Purge, entre 1880 et 1890 ;
- La Chanson du Père Duchesne ;
- Ravachol ;
- La Ravachole, 1894 ;
- L'Internationale noire ;
- La Dynamite, 1893 ;
- La Révolte, 1886 ;
- Le Triomphe de l'anarchie ;
- Cayenne, début XXe siècle ;
- La grève des mères, Montéhus, 1910.

### Chant de la révolution russe de 1905
- Daloy Politsey.

### Chant italien
- La lega ;
- Hymne de Garibaldi.

## Chansons de la Première guerre mondiale (1914-1918)

### Chanson de mutinerie et de révolte de la Guerre de 1914-1918
- La chanson de Craonne, anonyme, 1917 ;
- Non, non, plus de combats, anonyme, 1917 ;
- La Butte rouge, 1923 ;
- Mutins de 1917, 1967 ;
- Le Bois Bouchot, Vincent Scotto.

### Chansons de la guerre d'indépendance polonaise
- My, pierwsza brygada, 1917.

## L'entre-deux-guerres

### Chants communistes
- La Varsovienne, 1905 ;
- Zimmerwald, anonyme, 1936 ;
- Marche des chômeurs.

#### Chants soviétiques
- La Varsovienne, 1893 ;
- Les Partisans, 1919 ;
- L'Appel du komintern, 1926 ;
- Le Chant des survivants (Im Kerker zu Tode gemartert) ;
- Le Chant des martyrs, 1905 ;
- Fleur cueillie... ;
- La Jeune Garde ;
- Grenada, 1926.

##### Chants soviétiques opposés au régime
- Boublitchki

#### Chants irlandais
- Foggy Dew, 1916

#### Chants italiens
- Bandiera rossa, 1908 ;
- Bevi, bevi, compagno.

#### Chants allemands
- Solidaritätslied (Chant de la solidarité) ;
- Der heimliche Aufmarsch ;
- Die Einheitsfront (Chant du front uni) ;
- Alle waffen gegen Hitler (Toutes les armes contre Hitler), Ernst Busch, 1936 ;
- Resolution der Kommunarden ;
- L'Armée rouge est la plus forte (Die Arbeiter von Wien), 1920 ;
- Bundeslied (Bet' und arbeit) ;
- Brüder zur Sonne zur Freiheit ;
- Die Gedanken sind frei, entre 1810 et 1820.

### Chants de la Guerre d'Espagne
- El paso del Ebro, 1808 ;
- A las barricadas, 1933 ;
- Hijos del pueblo, hymne de la Confédération nationale du travail (CNT) ;
- A la huelga, chant d'appel à la grève ;
- En la plaza de mi pueblo ;
- Viva la FAI, hymne de la Fédération anarchiste ibérique et de la CNT ;
- L'Estaca, 1968.

## Chants de résistance de la Seconde Guerre mondiale

### Chants de résistance à la déportation et à l'extermination
- Le Chant des déportés ou Chant des marais, 1933 ;
- Notre shtetl brûle, 1936 ;
- Shtil, di nakht iz oysgeshternt, 1942 ;
- Zog Nit Keynmol ou Partizaner Lied ou Chant des Partisans, 1943.

### En Finlande
- Niet Molotoff, en 1942.

### En France
- Le Chant des Africains, 1941 ;
- Le Chant des partisans, 1941 et 1943 ;
- La Complainte du partisan, 1943 ;
- Ceux du maquis, 1944 ;
- La Marche des F.F.I..

### En Italie
- Bella ciao, 1944 ;
- Fischia il vento, 1943.

### En Pologne
- Dziś do ciebie przyjść nie mogę ;
- Hej, chłopcy, bagnet na broń ;
- Pałacyk Michla ;
- Siekiera, motyka ;
- Warszawskie dzieci.

## Durant la Guerre d'Algérie, la Guerre froide, Mai 68 ... jusqu'à la chute du mur de Berlin

### Chansons anarchistes
- Ni Dieu ni maître, Léo Ferré, 1965 ;
- La Vie S'ecoule La Vie S'enfuit, Jacques Marchais, 1968 ;
- À bas l’État policier, Dominique Grange, 1968 ;
- Les Anarchistes, Léo Ferré, 1969 ;
- Juillet 1936 ou Pardon si vous avez mal à votre Espagne..., Serge Utgé-Royo, 1979 ;
- La Java des Bons-Enfants, Guy Debord et Francis Lemonnier, 1974 ;
- Here's to You, Joan Baez et Ennio Morricone, 1971.

### Chants contre la Guerre du Viêt Nam
- Vietnam 67, Colette Magny[1], 1967 ;
- Un air de liberté, Jean Ferrat, 1975.

### Chants bretons
- Kan bale an ARB, Glenmor ;
- La Blanche Hermine, Gilles Servat, 1970 ;
- An Alarc'h, traditionnel.

### Chanson pacifiste
- Le déserteur, 1954.

### Chants d'Amérique latine
- Hasta siempre, Comandante de Carlos Puebla, Cuba, 1965 ;
- El derecho de vivir en paz (es) de Victor Jara, Chili, 1971 ;
- El pueblo unido jamás será vencido, Chili, 1973.
- Lettre à Kissinger , Julos Beaucarne 1977

### Chansons polonaises
- Mury, Jacek Kaczmarski, 1978, hymne de Solidarność.

### Chansons portugaises
- Grândola, Vila Morena, Zeca Afonso, 1971 (chant de la révolution des œillets).

### Autres chansons françaises
- Il y avait un jardin, Georges Moustaki, 1971 ;
- Hexagone, Renaud, 1975 ;
- Restera-t-il un chant d'oiseau, Jean Ferrat, 1976 ;
- Lily, Pierre Perret, 1977.

## Chansons duXXIesiècle

### Chansons françaises engagées (divers)
- Les Mains d'or, Bernard Lavilliers, 2001 (évoque la fermeture d'usine de sidérurgie Arcilor Mittal à Florange) ;
- Danser encore, HK et Les Saltimbanks, 2020 (chanson emblématique de la période covid) ;
- On lâche rien, HK et les Saltimbanks ;
- Garde la paix, écrit par Luciole, ZAD de Testet-Sivens, 2014 (chanson qui évoque indirectement l'assassinat de Rémi Fraisse) ;
- On est là, mouvement des Gilets Jaunes, 2018 (chanson de manifestation) ;
- À travers les vagues, Dub Incorporation, 2019 (dénonciation des morts immigrés en Méditerranée).

#### Chansons françaises engagées pour l'écologie
- Niquons la planète, HK et Les Saltimbanks, 2012 ;
- Mégabassine, Frédéric Fromet (parodie sur l'air de Bécassine de Chantal Goya), 2024.

#### Chansons françaises engagées contre le racisme
- Ma ville est malade, Massilia Sound System, 1999 ;
- Y en a des bien, Didier Super, 2006 ;
- Citoyen du monde, HK et Les Saltimbanks, 2011 ;
- Je me soigne, Z.E.P., 2011 ;
- Diversité, Dub Incorporation, 2012.

### Chansons engagées contre l'invasion Russe en Ukraine
- Oï ou louzi tchervona kalyna, 1914 (chanson remise au goût du jour en 2022) ;
- Pink Floyd feat. Andriy Khlyvnyuk of Boombox, Hey hey rise up, 2022 ;
- Костянтин Огневой, Чорнобривці ;
- Chico & Qatoshi, Допоможе ЗСУ, 2022.

### Chants contre la Françafrique
- Y en a marre, Tiken Jah Fakoly, 2002 ;
- On a partagé le monde, Tiken Jah Fakoly, 2004 ;
- Sales racistes, Alpha Blondy, 2007.

### Chansons engagées pour la Palestine
- Palestine, Ministère des Affaires Populaires, 2009 ;
- Song for Gaza, Roger Waters, 2010 ;
- Palestine, Yann Tiersen, 2010[2] ;
- Song for Palestine, Roger Waters, 2012.

### Chants duprintemps arabe
- نور الثورة في قلبي مازل حي[réf. nécessaire] ;
- Zenga zenga[3].

### Chansons engagées pour le droit des femmes
- Un violador en tu camino de Lastesis, 2019.
- Vivir Quintana, Canción sin miedo, 2020 (Mexique)

### Chant des manifestations de 2022 en Iran
- Baraye... de Shervin Hajipour, 2022[4]